# Wet za wet (teoria gier)

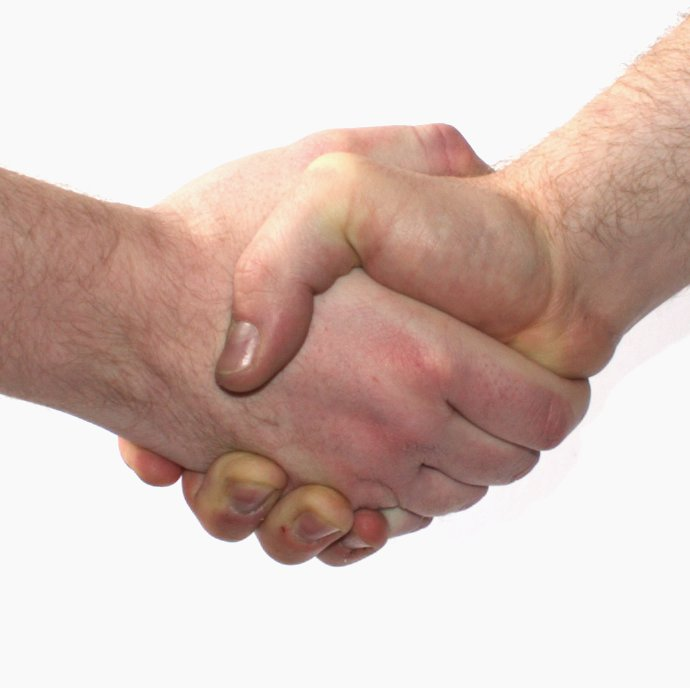
Na Zachodzie uścisk dłoni podczas pierwszego spotkania sygnalizuje chęć współpracy.

Wet za wet – strategia gry w iterowany dylemat więźnia według następującego schematu:
- na początku współpracuj
- potem rób dokładnie to, co przeciwnik zrobił w poprzedniej turze

Pomimo prostoty strategia ta jest zaskakująco wydajna, ponieważ spełnia najważniejsze kryteria:
- przyjazność - nie zrywa współpracy jako pierwsza
- natychmiastowa obrona - na atak odpowiada odwetem
- przewidywalność - przeciwnik może łatwo przewidzieć jej zachowanie i dostosować się do niego
- skłonność do wybaczania - jeśli przeciwnik zmieni swoje postępowanie, potrafi wybaczyć
- gwarantuje, że nie da wyniku gorszego niż wynik przeciwnika o więcej niż różnica jednej rundy, przez co odporna jest nie tylko na graczy racjonalnych, którym zależy na jak najwyższym wyniku własnym, ale też na graczy zazdrosnych, którym zależy na jak największej różnicy wyników.

Odmianą tej strategii jest strategia wet za dwa wety.